# Hugo Niebeling

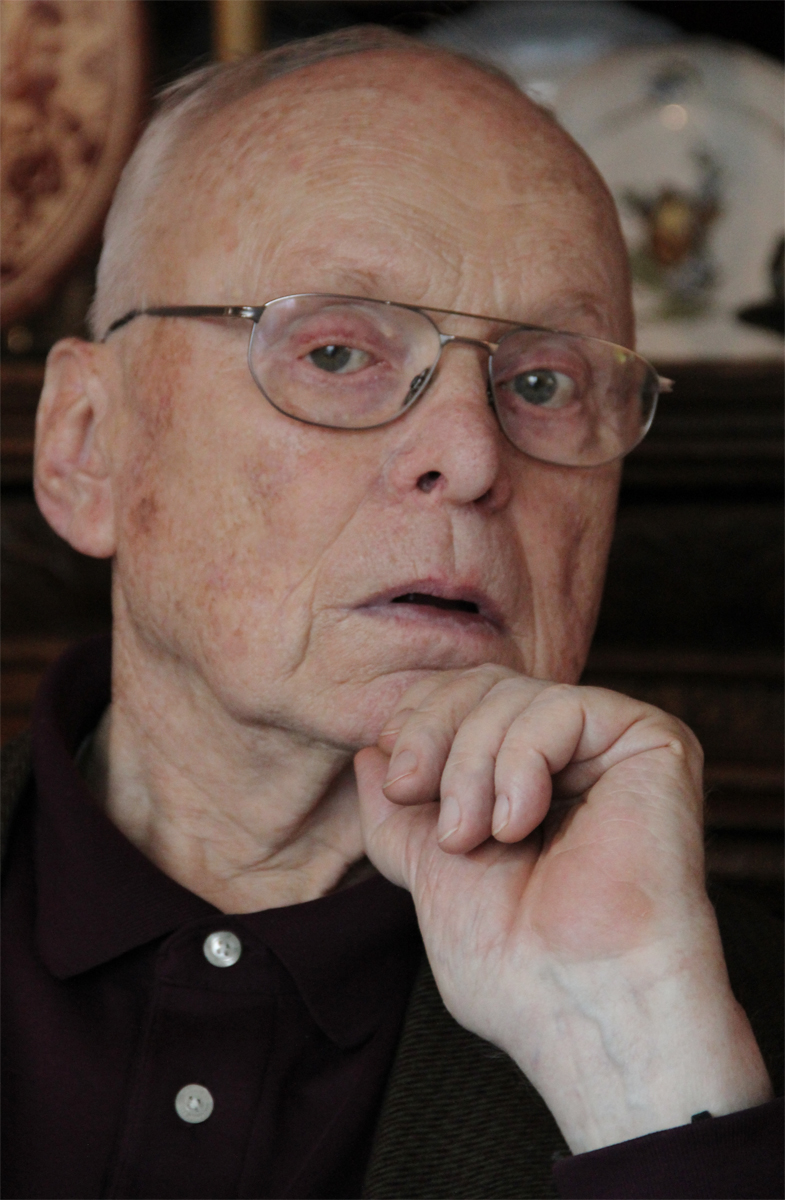
Hugo Niebeling im Dezember 2014

Hugo Niebeling (* 2. Februar 1931 in Düsseldorf; † 9. Juli 2016) war ein deutscher Regisseur und Filmemacher. Er war einer der bedeutendsten Erneuerer des Wirtschafts- und Industriefilms sowie des Musik- und Ballettfilms. Seinem experimentellen Kamera- und Schnittstil wird ein großer Beitrag bei der Entstehung der modernen Musikvideo-Ästhetik zugeschrieben. Der Dokumentarfilm Alvorada, bei dem er Regie führte, wurde 1962 für einen Oscar nominiert. Niebeling wohnte in Hilden.

## Leben und Werk
„Meine Vorstellung, was Kunst ist? (…) vor allem verdichtetes Leben (…), in eine Form gebracht. Kunst, geboren aus dem Widerstreit der Gefühle, durch den Verstand geklärt, in die Form erlöst, in begrenzter Form das Ganze spiegelnd. In die Form erlöst deshalb, weil der kreative Prozess schmerzhaft ist.“

### Jugend und Ausbildung
Hugo Niebeling wuchs in einem katholischen Elternhaus in Düsseldorf auf. Als er nach dem Krieg aus einem Kinderlandverschickungs-Lager nach Hause kehrte, waren elterliches Musikgeschäft samt Wohnung durch Bomben zerstört worden. Neuen Halt fand Niebeling in der Beschäftigung mit moderner Kunst, klassischer Musik und dem Theater. Seinen Wunsch, Schauspiel zu studieren, konnte er sich nicht erfüllen, daher begann er eine kaufmännische Ausbildung beim Düsseldorfer Mannesmann-Konzern. Parallel zur kaufmännischen Ausbildung nahm Niebeling bei dem Schauspieler des Düsseldorfer Schauspielhauses Otto Ströhlin, der viele Schüler hatte, privaten Schauspielunterricht. Niebelings Vorbild war Gustaf Gründgens. Nach einem kurzen Intermezzo als Schauspieler am Augsburger Theater wechselte Niebeling ins Regiefach.

### Experimentelle Industriefilme
1956 drehte Niebeling im Auftrag des Mannesmann-Konzerns seinen ersten Film, den Industriefilm Stählerne Adern; für sein Erstlingswerk, das stark vom deutschen Filmregisseur und Experimentalfilmer Walter Ruttmann inspiriert ist, erhielt er den Bundesfilmpreis in Gold. Nach diesem Film drehte Niebeling vor allem in den 1960er-Jahren zahlreiche experimentelle Industriefilme. Sie verbinden stilisierte Kameraführung mit einer völlig neuartigen Anwendung des Bildschnitts, sowie synchron zum Bildschnitt angelegte Klangkollagen, die von Oskar Sala entwickelt wurden. Der Kurzfilm Stahl – Thema mit Variationen von 1960 ist dafür ein gutes Beispiel, da er Bilder und Töne ohne jeden Erzählerkommentar zu einem audiovisuellen Bericht über Stahlherstellung vermischt.
1962 schuf er den Oscar-nominierten und mit zahlreichen Filmpreisen ausgezeichneten Dokumentar- und Industriefilm Alvorada – Aufbruch in Brasilien. Dieser künstlerisch anspruchsvolle Film ist kein Industriefilm im klassischen Sinne, sondern gibt einen Überblick über Menschen und Landschaften Brasiliens, seine modernen Großstädte und alten Kolonialsiedlungen sowie über seine Kunst und Kultur. Auf Alvorada folgten zahlreiche weitere Wirtschafts- und Industriefilme – so etwa der 1965 für die Bochumer Aral AG produzierte Film „Petrol, Carburant, Kraftstoff“ als der am meisten prämierte Wirtschaftsfilm überhaupt. Er war der einzige westdeutsche Beitrag beim Cannes Film Festival 1965.
Der Dokumentarfilm Mit Licht Schreiben, der die Produktion und Entwicklung von Fotokameras und Filmmaterial bei Agfa zeigt, ist ein philosophischer Blick auf die Verbindung von Fotografie und Realität. Er benutzt zahlreiche verschiedene Visuelle Stile in Verbindung mit sehr experimenteller Kameraführung und Schnitt. Die Kombination von Bild und Musik in Petrol führte dazu, dass Niebeling die Arbeit am Musikfilm Pastorale angeboten wurde. Niebeling selbst nannte Alvorada seinen ersten Musikfilm, und der Schnitt seiner Industriefilme allgemein war oft sehr musikalisch. In ihnen bewegt sich die Kamera oft passend zur Musik, und Schnitte wurden im Rhythmus der Musik gesetzt. Obwohl Niebeling sich nach Pastorale vermehrt dem Musikfilm zuwandte, arbeitete er während seiner Karriere auch später noch an experimentellen Industriefilmen, wie beispielsweise Allegro (1970) und Der Auftrag der uns bleibt im Jahr 1984.

„Keine Technik, keine Perspektive, keine Art der Kamerabewegung blieb ungenutzt, was zu einem aufregenden und schönen Kaleidoskop von Bildern führt.“

„Hugo Niebeling erschuf einen radikalen, Oscar-nominierten Schnittstil, der das experimentelle-, underground- und psychodelische Kino der 1960er Jahre vorausnahm, beeinflusste und lehrte. Er half, das moderne Musikvideo zu erschaffen.“

### Beethoven-Filme
Seit den späten 1960er Jahren war Niebeling besonders im Genre des Musik- bzw. Tanzfilms mit großem und anhaltendem Erfolg aktiv. Unter diesen Filmen sind drei sehr einflussreiche und gelobte Filme Versionen von Beethoven-Sinfonien in Zusammenarbeit mit Herbert von Karajan. Alle drei gelten als revolutionär was die Kombination Bild und Musik angeht, und viele filmische Techniken, welche in diesen Filmen das erste Mal zum Einsatz kamen, setzten Trends für die folgenden Jahrzehnte:

#### Pastorale
1967 führte er Regie in Beethovens „Pastorale“ mit den Berliner Philharmonikern unter der Leitung von Herbert von Karajan, bei dem er experimentelle Kamera-, Schnitt- und Beleuchtungstechniken einsetzte, um die Musik im Bild umzusetzen. Er wurde in einem Studio mit zahlreichen Takes gefilmt, um die Aufführung und die einzelnen Instrumente auf viele verschiedene Arten zu zeigen. Der Film setzt filmische Techniken ein, die sonst für Musikfilme sehr ungewöhnlich sind: Unter anderem bewegt sich manchmal die Kamera synchron zur Musik; die Beleuchtung ändert sich passend zur Musik, und Bilder werden übereinandergeblendet, um einen surrealistischen, stilisierten Effekt zu erreichen. Mit diesem Film revolutionierte Niebeling die Technik und Bildsprache von Konzertaufnahmen in dem damals noch jungen Medium Fernsehen.

„Nie wieder erreichte Vervollkommnung der Umsetzung von Musik ins Bild.“

„Die Pastorale – ein Höhepunkt der gefilmten Musik. Das war aber nicht Karajans, sondern Niebelings Verdienst.“

„Auf diesem Niveau wird Technik wieder zu dem, was sie ursprünglich im Griechischen bedeutete: Kunst... Heute habe ich Musik GESEHEN.“

#### Eroica und Siebte Sinfonie
1972 filmte Niebeling zwei weitere Beethoven-Sinfonien: Die dritte Sinfonie Eroica sowie die siebte, wieder in gleicher Besetzung wie bei der Pastorale. In beiden Filmen sitzt das Orchester auf drei Keile verteilt, die an die Zuschauerränge in einem griechischen Amphitheater erinnern, mit dem Dirigenten unten in der Mitte vor den Keilen. Beide Filme wurden gegen Niebelings Willen auf Wunsch Karajans umgeschnitten, um ihren Stil konventioneller zu machen und viele experimentelle Elemente zu entfernen. Niebeling selbst war am Schnitt der Versionen, die erstmals in den 1970ern erschienen, dann nicht beteiligt. In den 2010er-Jahren gelang es ihm jedoch, von beiden Sinfonien seine Schnittfassung zu veröffentlichen:
Niebelings „Director’s Cut“ der Eroica wurde 2010 veröffentlicht und von der Kritik sehr positiv aufgenommen. Er hatte 1972 eine schwarz-weiße Arbeitskopie seiner Fassung behalten können, welche er dafür restaurierte. Niebeling sah die resultierende Schwarz-Weiß Ästhetik des „Director’s Cut“ als passender zum Film. Niebelings „Director’s Cut“ der siebten Sinfonie, mit dem Titel B 7 (Beethoven Seven) wurde 2016 im deutschen Fernsehen uraufgeführt. Niebeling schnitt den Film basierend auf seinem Original-Drehbuch von 1972 und kombiniert darin Ballett und Musik. Basierend auf dem letzten Satz erstellte Niebeling zudem 2015 den Kurzfilm Apotheose des Tanzes, welcher von der Filmbewertung mit dem Prädikat „besonders wertvoll“ ausgezeichnet wurde.

„Ein expressionistisches Kunststück, das die Kraft der Musik und die intensive Wirkung von Bildern gleichwertig transportiert.“

„Die (…) Musik-Clip-Ästhetik vermittelt in ihrer Perfektion einen mitreißenden Rhythmus und eine sinnliche Verschmelzung von Musik und Tanz.“

#### Neunte Sinfonie
In den 1970er-Jahren hatte Niebeling zudem einen Film mit Beethovens neunter Sinfonie geplant. Dieser hätte Orchester, Tanz und Sänger verbinden sollen. Niebeling erstellte für diesen Film ein detailliertes Drehbuch, jedoch wurde es nicht umgesetzt.

### Ballett-Filme
Giselle, Niebelings erster Ballett-Film mit Carla Fracci, Erik Bruhn und dem American Ballet Theatre hatte 1969 im Lincoln Center in New York City Premiere. Schirmherrin war Jacqueline Kennedy Onassis. Der Film erhielt zahlreiche positive Kritiken für seinen innovativen Stil, welcher die Choreographie durch Kameraführung, Schnitttechnik und Beleuchtung ergänzt. Seit Anfang der 1970er Jahre arbeitete Niebeling häufig in New York und realisierte dort vor allem Ballettfilme zusammen mit dem Choreographen George Balanchine. Auch für seine herausragenden Ballett- und Musikfilme erhielt Niebeling zahlreiche nationale und internationale Auszeichnungen.
Ein weiterer und seit zwei Jahrzehnten anhaltender Publikumserfolg gelang Niebeling mit der Verfilmung der Bach’schen „Johannespassion“, die er 1990 im Speyerer Dom verwirklichen konnte – nach der Original-Tonaufnahme des Bachdirigenten Karl Richter aus dem Jahre 1964. Niebeling plante diesen Film über 30 Jahre lang, und er sah ihn selbst als eins seiner Hauptwerke.

### 2000er: Retrospektiven und Neue Projekte

#### Retrospektiven
2013 widmete das Zeughauskino Hugo Niebeling eine Retrospektive, bei der er persönlich anwesend war und Filme seiner gesamten Karriere gezeigt wurden. 2015 wurde Niebeling vom Hollywood Reel Independent Film Festival der „Award of Excellence“ für künstlerische Innovation verliehen. In einer zugehörigen Retrospektive liefen vor allem Niebelings Arbeiten aus den 1960er Jahren, teils in US-Uraufführung.

#### Restaurierung früherer Filme
Seit den frühen 2000er-Jahren ließ Niebeling zahlreiche seiner früheren Filme unter seiner Aufsicht vom 35 mm Negativ in 2k bzw. 4k Auflösung scannen, farbkorrigieren und restaurieren. So sind bereits all seine Filme der 1960er Jahre gescannt und restauriert, sowie einige spätere Werke wie Der Auftrag der uns bleibt (1984) oder Johannespassion (1991).

#### Geplante Projekte: Chaconne
Niebeling plante zuletzt verschiedene neue Projekte. Darunter war ein 30-minütiger Film welcher Bachs Chaconne im Bild umsetzen sollte, und der die Natur der Urdenbacher Kämpe visuell mit der Kirchenarchitektur des Altenberger Doms verschmelzen lassen sollte. Dazu sollten Tänzerinnen die Musik mit einer darauf abgestimmten Choreographie untermalen.

## Nachlass
Hugo Niebelings künstlerischer Nachlass, bestehend aus Schriftwechseln, Werbematerialien, Drehbüchern, Produktionsunterlagen, Auszeichnungen und weiterem Material, befindet sich im Bundesarchiv in Berlin-Lichterfelde unter Signatur N 2378.

## Industriefilme
- Stählerne Adern, Lebensadern unserer Zeit, 1956

- Bundesfilmpreis 1957, Filmband in Gold, Kategorie: Bester abendfüllender Kultur- und Dokumentarfilm (Mannesmann AG)

- Frohe Farben, Gute Laune (BASF, 1957)

ist Niebelings zweite Regiearbeit. Hierbei wurde Niebeling im Auftrag der Bavaria Film aktiv.
- Stahl bändigt Atome, Vom Bau des Reaktor-Druckgefäßes Kahl, 1960

- Stahl – Thema mit Variationen, 1960

- Bundesfilmpreis 1961, Filmband in Gold, Kategorie: Bester sonstiger Kurzfilm (Mannesmann AG)
- Grand Prix, Internationales Industriefilmfestival, Rouen 1960
- Grand Prix in Gold als „Bester Industriefilm der vergangenen 40 Jahre“, 1. Preis als „bester Film der Jahre 1957–1966“, Industriefilm-Festival, Kassel 1997

- Alvorada – Aufbruch in Brasilien, 1962

- Zwei Bundesfilmpreise, Filmbänder in Gold, 1963:

- Kategorie: Bester Regisseur (Hugo Niebeling)
- Kategorie: Bester abendfüllender Kultur- und Dokumentarfilm (Mannesmann AG)

- Oscar Nomination, 1962 in der Kategorie: „Dokumentarfilm (Langform)“ (Feature)
- Bundesdeutscher Beitrag für die Filmfestspiele von Cannes, 1963

weitere Preise auf Filmfestivals, unter anderem in Edinburgh und Cork
- Petrol, Carburant, Kraftstoff (Aral AG, 1964/65) (siehe: Youtube)

- Bundes-Filmprämie 1965 als „Film von Internationalem Rang“
- Bundesdeutscher Beitrag für die Internationalen Filmfestspiele von Cannes, 1965
- Goldmedaille „Best Public relations Film“, Internationales Filmfestival in Cork, 1965
- „Diploma of Merit“, Internationale Film Festspiele Edinburgh, 1965
- „Diploma d’Onore“, Internationales Filmfestival von Locarno, 1965
- „Beste Industriefilm-Regie“, Preis der photokina, Köln 1966
- Erster Preis der Kategorie „Kulturfilme“, Internationales Film-Festival Vancouver, 1966
- Erster Preis beim Internationalen Festival für motorsportliche Filme, Karlsbad 1966
- Prämiert beim Deutschen Industriefilm-Forum, Düsseldorf 1966
- „künstlerisch wertvollster Film“, Internationales Kurzfilm-Festival, Buenos Aires 1967
- Diplom der Wirtschaftsfilmtage, Linz 1967
- Erster Preis „Informationsfilme“, Internationale Festspiele für technische Filme, Budapest 1967
- Grand Prix, Internationale Film-Festspiele von Australien, Melbourne 1967

- Mit Licht schreiben (Agfa-Gaevert, 1967)

- Kulturfilmprämie, Internationaler Rang, 1967
- Deutscher Industriefilmpreis 1968

- Allegro (Aral AG, 1969/70) (siehe: Youtube)

- Prädikat „Besonders Wertvoll“, Filmbewertungsstelle Wiesbaden, 1969
- Kurzfilmpreis Buenos Aires, 1971

- Der Auftrag der uns bleibt (Bayer AG, 1982/83)

- Prädikat „Besonders Wertvoll“, Filmbewertungsstelle Wiesbaden,
- Wirtschaftsfilmpreis 1984

- So schließt sich der Kreis, 100 Jahre Berufsgenossenschaft (BG Chemie, 1986)

Dieser sozialpolitisch orientierte Film beendet Niebelings Arbeit für den Wirtschafts- und Industriefilm.

## Die wichtigsten Musik- und Ballettfilme
- Pastorale

- Giselle

- „Besonders Wertvoll“, Filmbewertungsstelle Wiesbaden
- Grand Prix, Menton 1971

- Eroica (1972, Director’s Cut 2009)

- „Wertvoll“, Filmbewertungsstelle Wiesbaden

- Percussion for six

- Regiepreis, Menton 1971

- Violin concerto

- Bundesfilmpreis, Filmband in Gold 1974, Kategorie: Bester Kurzfilm, (Continental Film)
- „Besonders Wertvoll“, Filmbewertungsstelle Wiesbaden
- Grand Prix, Besançon 1974

- Duo Concertant

- Grand Prix, Besançon 1975

- Serenade, eine spätromantische Erinnerung

- Preis des Publikums, Besançon 1975

- Johannespassion „Es wäre gut, dass ein Mensch würde umbracht für das Volk“, 1991

- Klage der Ariadne (1993)

- Apotheose des Tanzes(2016)

- „Besonders Wertvoll“, Filmbewertungsstelle Wiesbaden

- B 7 (Beethoven Seven) (1972, Director’s Cut 2016)